# Großsteingrab Schönfeld
Das Großsteingrab Schönfeld ist eine megalithische Grabanlage der jungsteinzeitlichen Trichterbecherkultur bei Schönfeld im Landkreis Uckermark (Brandenburg). Es trägt die Sprockhoff-Nummer 456.

## Lage
Das Grab befindet sich etwa 600 m südsüdöstlich von Schönfeld am Galgenberg, neben einer Mergelgrube auf offenem Feld.

## Beschreibung
Von der Anlage ist nur noch der stark zerstörte Rest einer Grabkammer erhalten, die wohl ursprünglich von einem Rollsteinhügel ummantelt war. Es sind noch drei Steine vorhanden, die vermutlich das südliche Ende der Kammer markieren. Es handelt sich um zwei gegenüberliegende Wandsteine, von denen der westliche noch in situ steht, sein nach innen gesunkenes östliches Gegenstück sowie einen gesprengten Stein, möglicherweise ein weiterer Wandstein. Die genaue Ausrichtung, die Maße und der Typ der Kammer lassen sich nicht bestimmen. Funde aus dem Grab sind nicht bekannt.